# Comuna Sunja, Sisak-Moslavina
Sunja este o comună în cantonul Sisak-Moslavina, Croația, având o populație de 5.748 de locuitori (2011).

## Demografie
Componența etnică a comunei Sunja
     Croați (74,18%)
     Sârbi (22,27%)
     Necunoscut (1,27%)
     Neclasificat (2,05%)
Componența confesională a comunei Sunja
     Catolici (72,34%)
     Ortodocși (22,72%)
     Musulmani (1,34%)
     Fără religie și atei (1,2%)
     Necunoscută (1,98%)
     Alte religii (0,42%)
Conform recensământului din 2011, comuna Sunja avea 5.748 de locuitori. Din punct de vedere etnic, majoritatea locuitorilor (74,18%) erau croați, cu o minoritate de sârbi (22,27%). Apartenența etnică nu este cunoscută în cazul a 1,27% din locuitori. Din punct de vedere confesional, majoritatea locuitorilor (72,34%) erau catolici, existând și minorități de ortodocși (22,72%), musulmani (1,34%) și persoane fără religie și atei (1,2%). Pentru 1,98% din locuitori nu este cunoscută apartenența confesională.

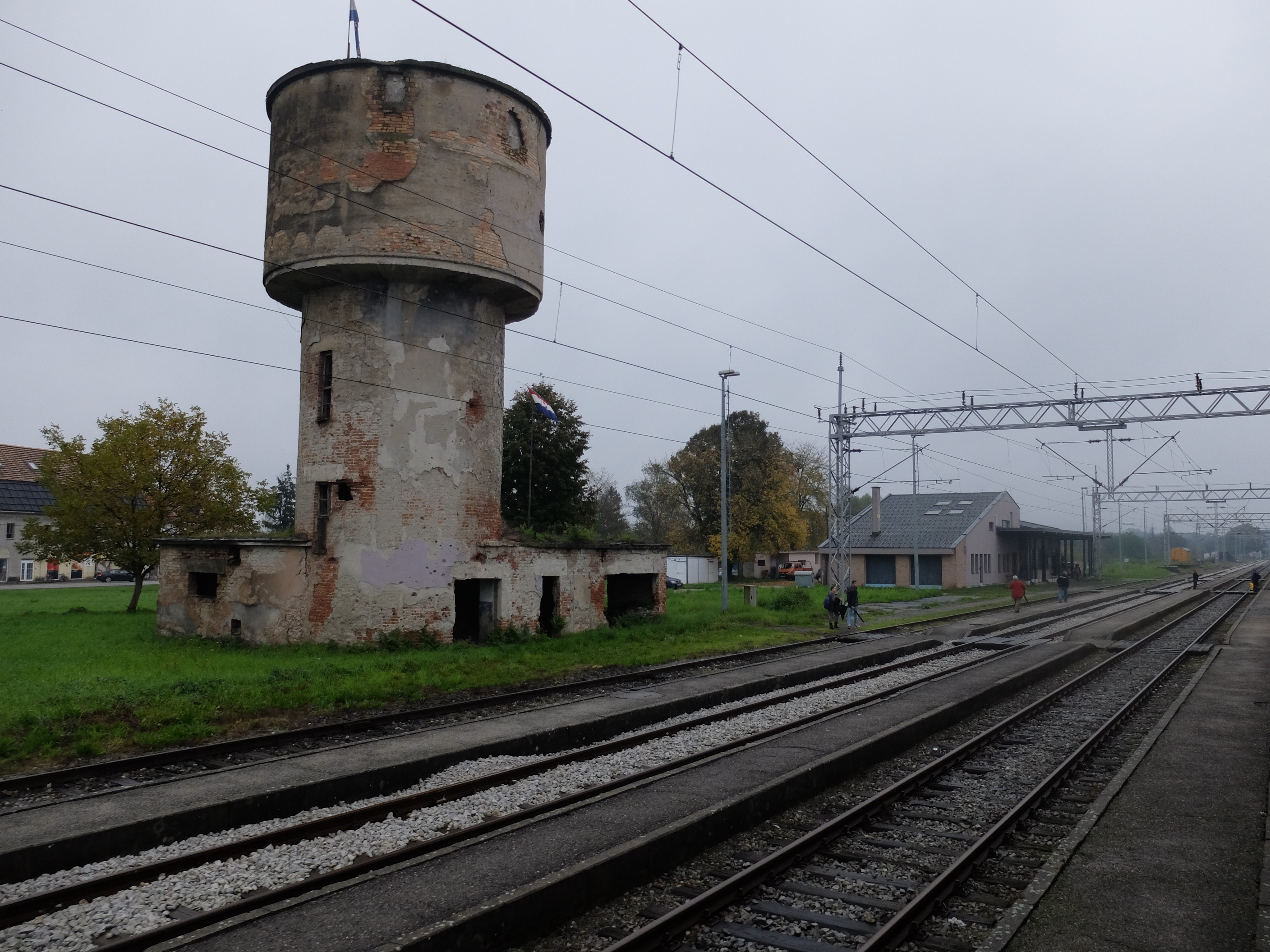
Gară